# 南特城市公共交通
南特城市公共交通（法語：Transports en commun de l'agglomération nantaise），简称和商业名称为，是法国西部城市南特的城市公共交通系统，同时也是政企合一的机构，由南特都会区下属的南特城市圈公共交通有限公司负责管理和运营，属于法国工商业行政的公共部门。

## 历史
南特的城市公共交通系统早在19世纪末便已出现，但一直没有成立统一的管理部门。
南特城市公共交通公司（Compagnie nantaise des transports en commun）成立于1960年，由南特市政府监管。1975年，该公司升级为南特城市圈公交公司（Société des Transports de l'Agglomération Nantaise），1979年则成为南特城市圈公共交通有限公司，由南特市政府直接管理。
1985年，南特成为法国首个开通现代无轨电车线路的城市。2006年，南特大容量公交线路开通。2018年，南特城市公共交通系统共搭载乘客1.43亿人次。

## 组织

### 运营
南特城市公共交通的大部分线路由南特城市圈公共交通有限公司自主运营，直接负责提供车辆及人员配置并运营。少部分郊区及校车线路则由法国交通发展集团负责管理。

### 财政
南特城市公共交通的财政管理由南特都会区负责财政，其财政来源包括3部分：
- 地方财政支出（Contribution），即都市圈本身。
- 商业收入，即车票等。
- 国家直接补助。

## 线路
截止2020年8月，南特城市公共交通系统线路网包括3条有轨电车线路、2条大容量公交线路、53条常规公交线路、42条校车线路、3条内河轮渡航运线路。

### 其它服务
南特城市公共交通系统还包括3条内河轮渡线路，同时还开始公共自行车租赁服务。

## 票价
南特城市公共交通的车票系统包括两大类型：单次车票和公交卡。

### 单次车票
南特城市公共交通的单次车票包括单次票（1.7欧元）和24小时票（5.8欧元）两种，组团购买可有优惠。该票不记名，可在地铁站或有轨电车车站的自动售票机处购买，在公交车上购买则仅能购买单次票。所有单次车票在刷卡后一个小时内可无限次换乘。此外，在综合停车场附近亦可购买停车+公交联合车票。

### 公交卡
南特的公交卡包含多种类型，包括公共卡（所有人均可办理和使用）、学生卡、老年卡等，办理时需实名登记并出示相关证件。普通的公交卡可在指定的时间段内无限次乘坐南特城市公共交通下属的所有线路，而联合卡则可乘坐南特都会区范围内乘坐包括TER列车在内的所有公共交通。

## 图集

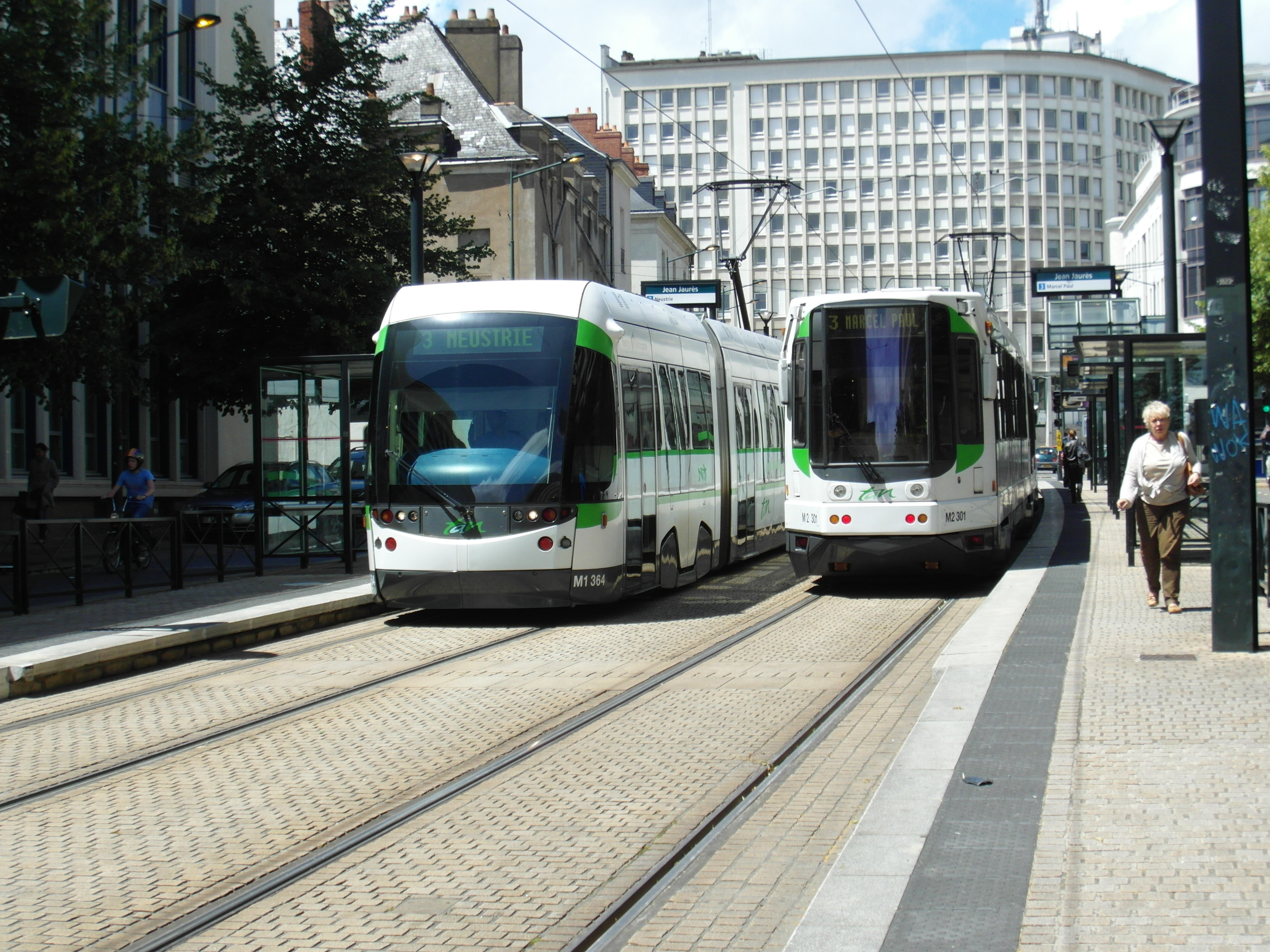
南特有轨电车1
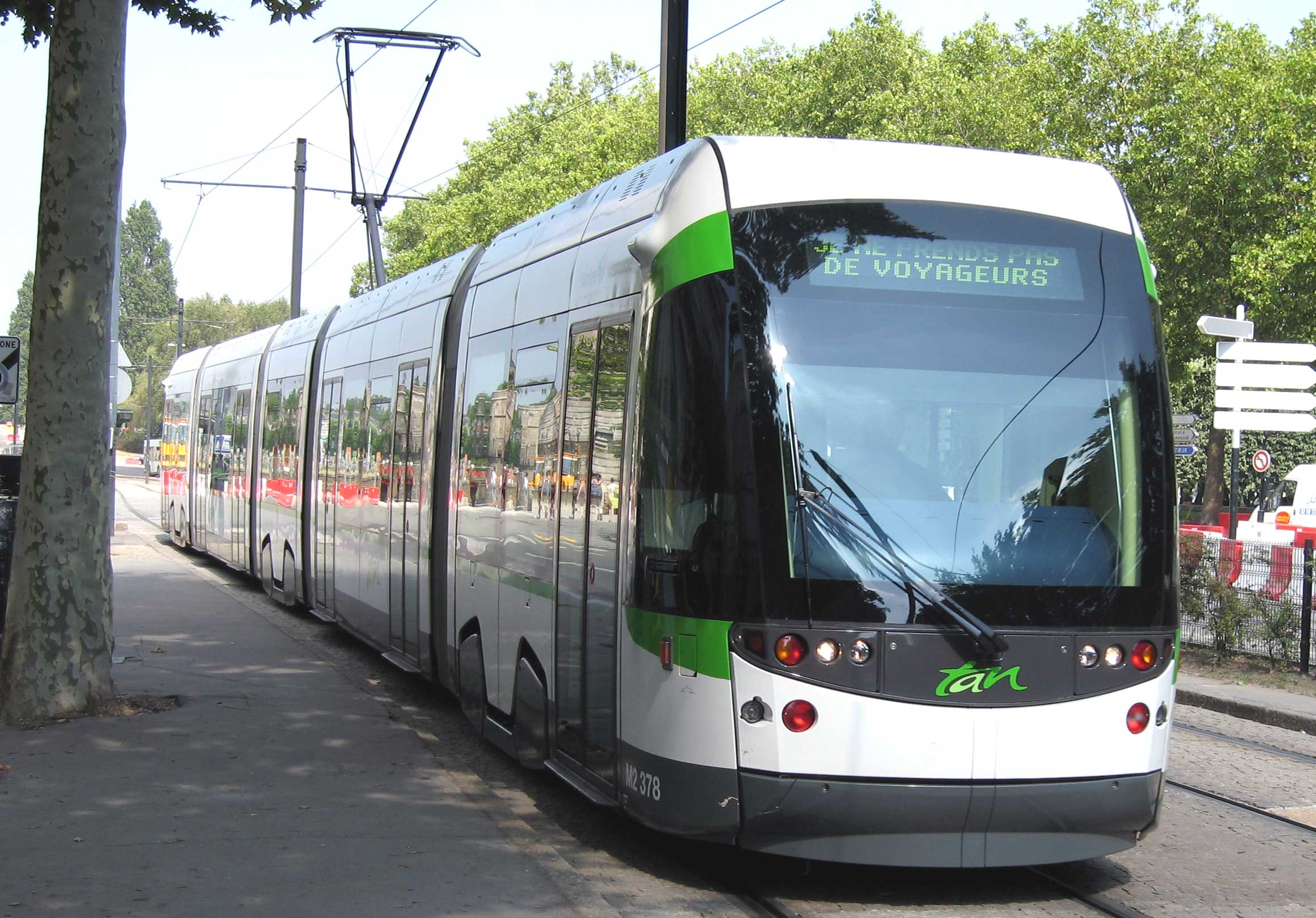
南特有轨电车2
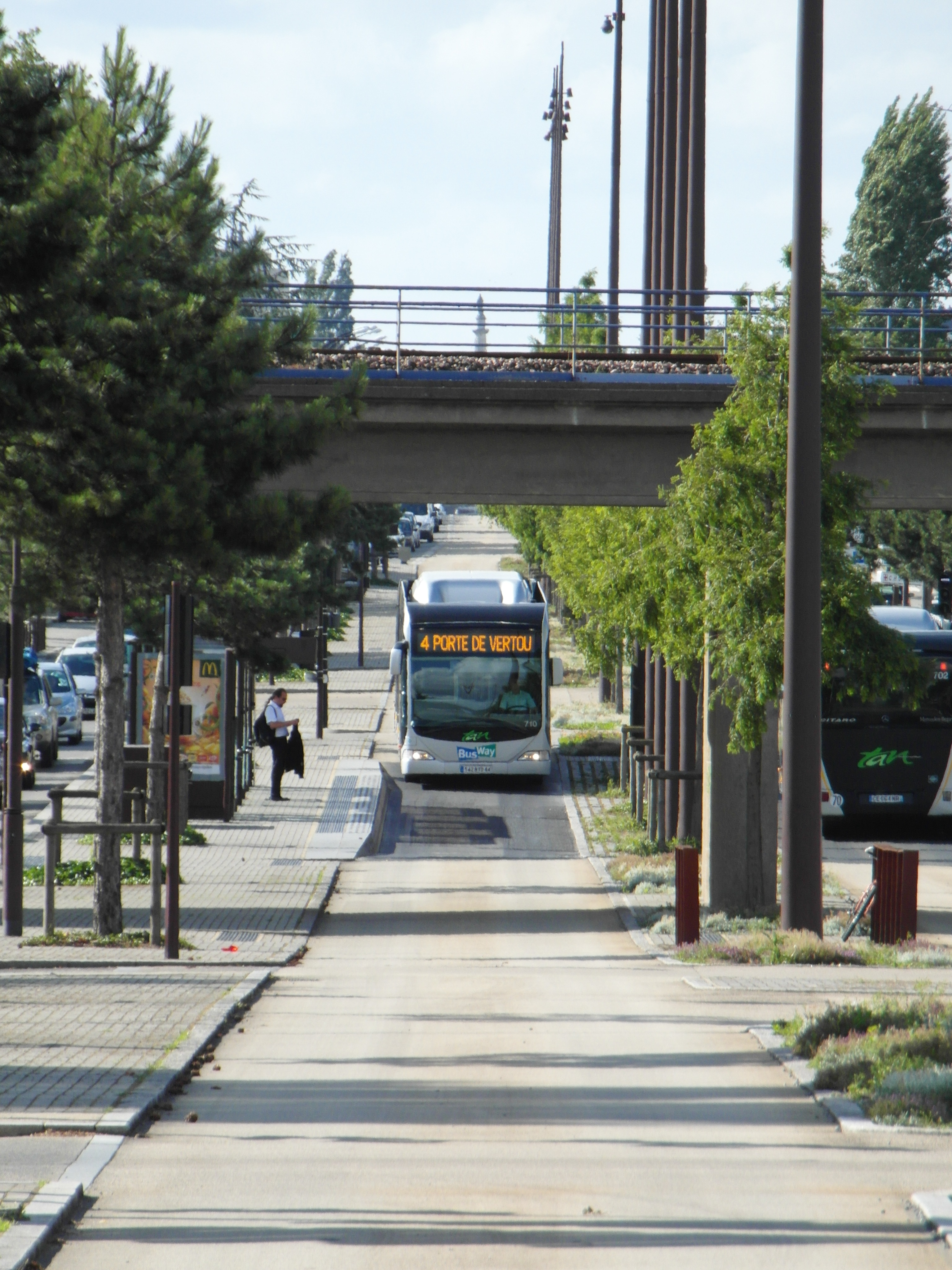
南特大容量公交
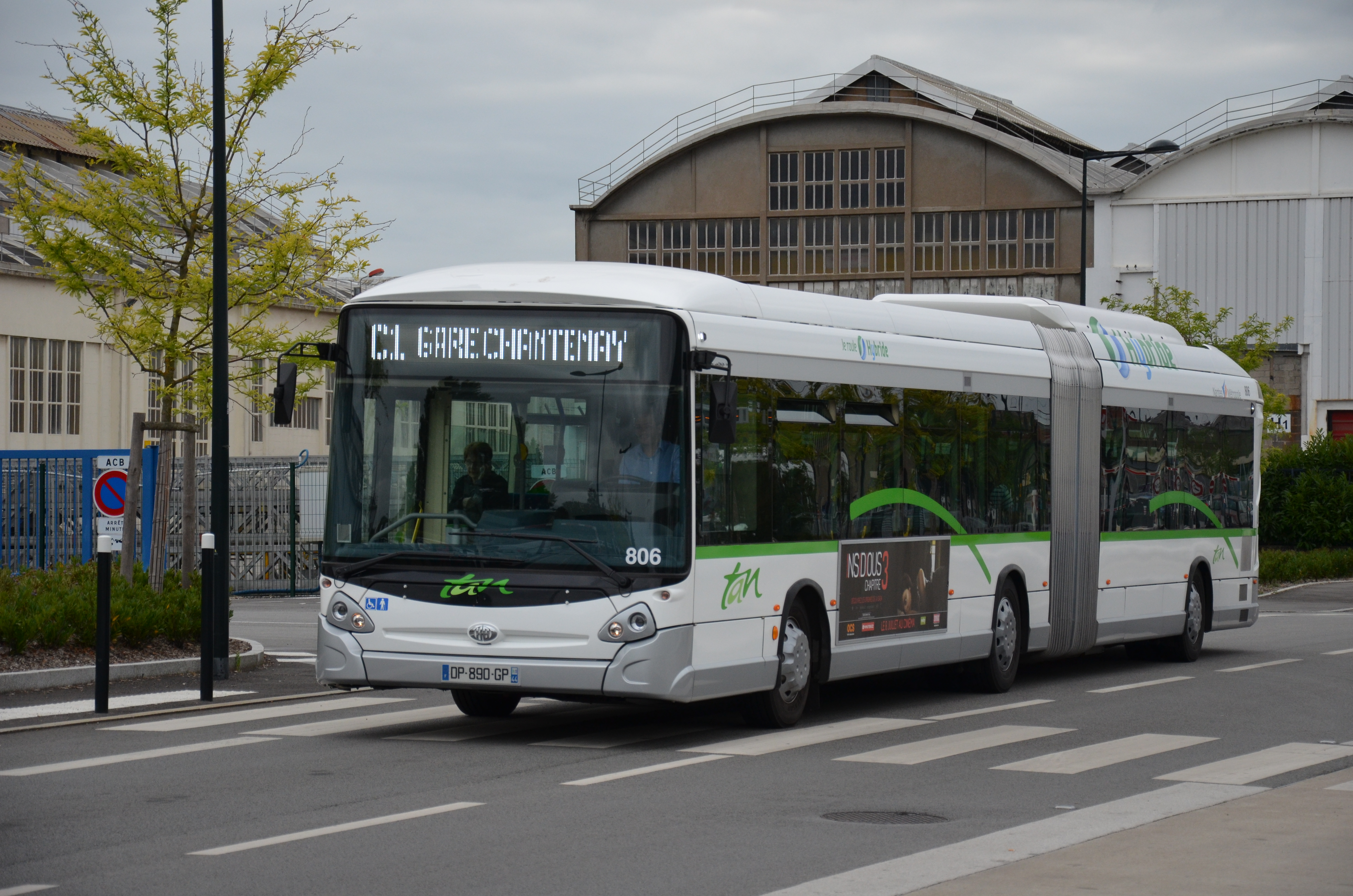
南特公交C1路
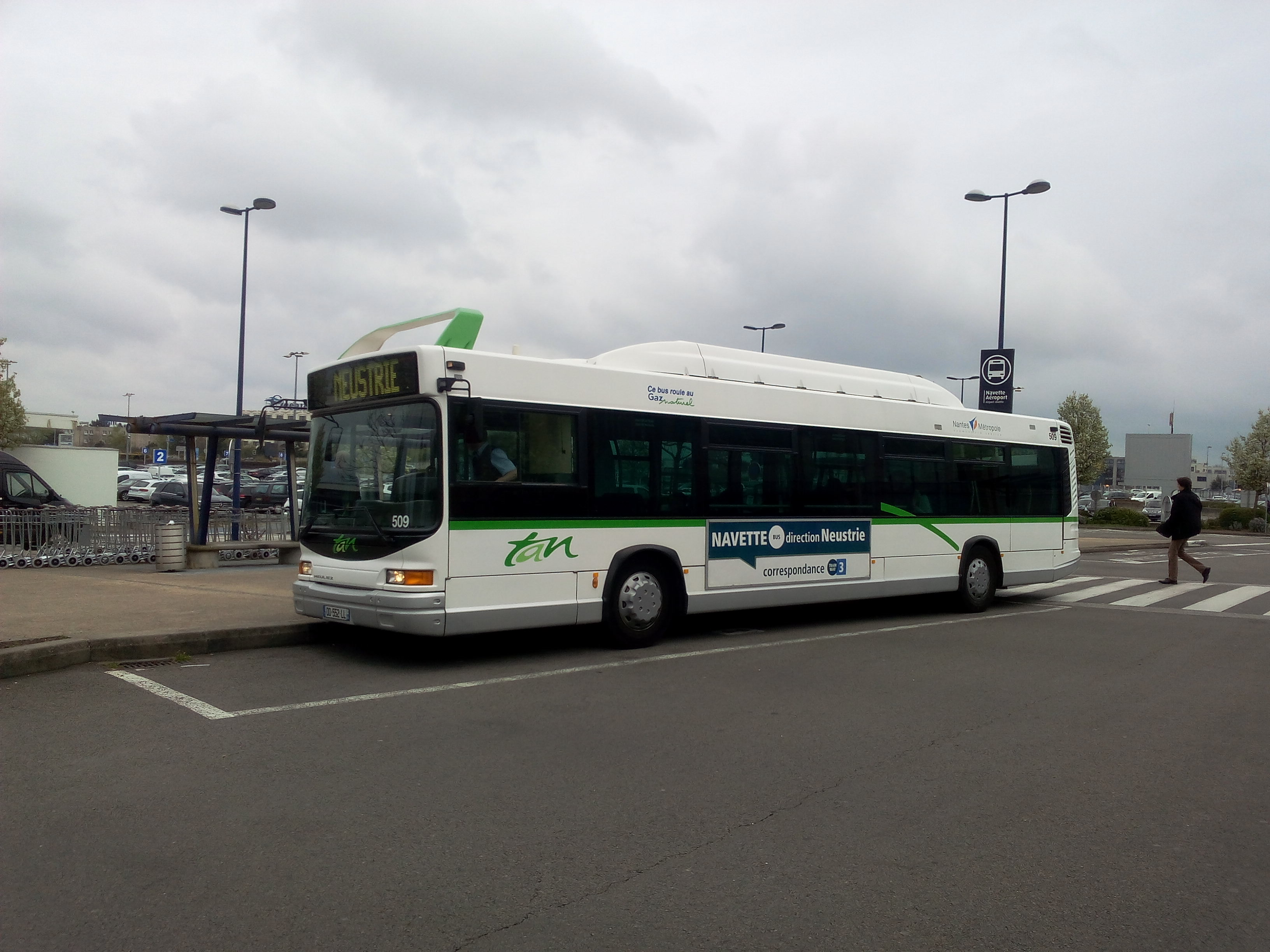
南特公交48路
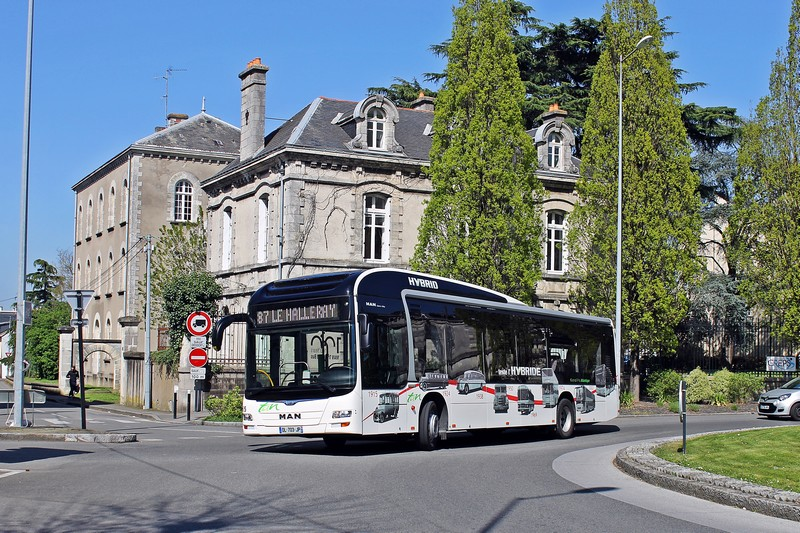
南特公交87路
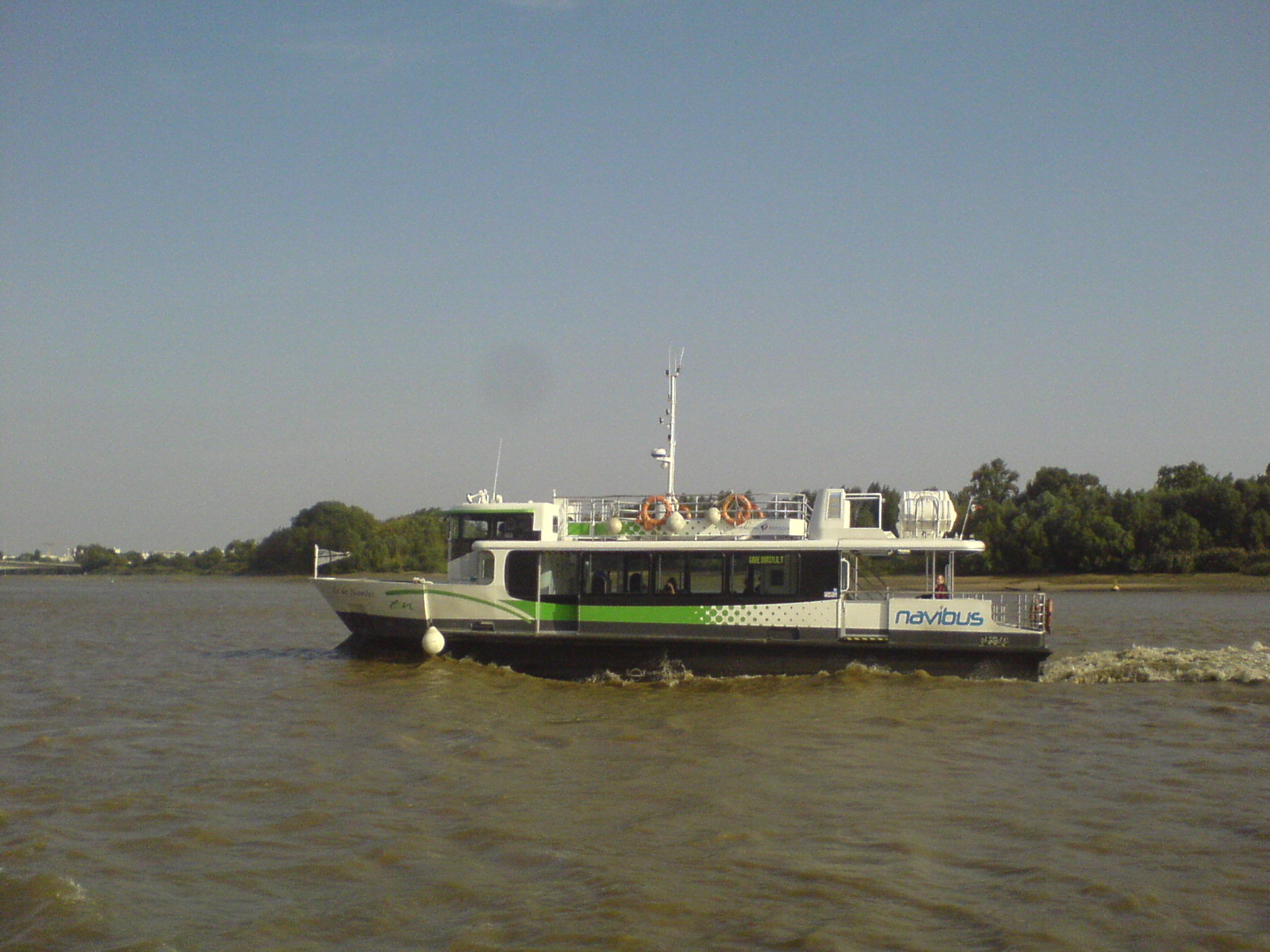
南特内河航运